# Lezoux
Lezoux (okzitanisch: Lésos) ist eine französische Gemeinde mit 6468 Einwohnern (Stand: 1. Januar 2022) im Département Puy-de-Dôme in der Region Auvergne-Rhône-Alpes. Sie gehört zum Arrondissement Thiers und ist der Hauptort (chef-lieu) des Kantons Lezoux.

## Geographie
Umgeben wird Lezoux von den Nachbargemeinden Bulhon im Norden, Orléat und Saint-Jean-d’Heurs im Osten, Bort-l’Étang im Südosten, Ravel im Süden, Moissat im Südwesten, Seychalles und Lempty im Westen sowie Culhat im Nordwesten.
Durch die Gemeinde führt die Autoroute A89.

## Geschichte
Archäologische Funde in Lezoux haben die Kenntnis über die keltische Sagenwelt revolutioniert. So wurde in einem Stein mit der Inschrift die Rosmerta mit Rigani gleichgesetzt. Nachweisbar ist Lezoux auch als Herkunftsort der Terra Sigillata, die von den Töpfereien Cinnamus und Paternus im 2. Jahrhundert zwischen 135 und 170 gefertigt wurden. Ob der Ort tatsächlich als Lutosus im Altertum bekannt war, ist nicht gesichert. In der Zeit der Merowinger ist sein Name Ledosus vicus gewesen.

### Bevölkerungsentwicklung
| Jahr                       | 1962 | 1968 | 1975 | 1982 | 1990 | 1999 | 2006 | 2013 |
| Einwohner                  | 3444 | 4038 | 4632 | 4747 | 4819 | 5358 | 5434 | 5727 |
| Quellen: Cassini und INSEE |      |      |      |      |      |      |      |      |

|  |  |

## Sehenswürdigkeiten
- Amphitheater
- Reste mehrerer Gebäude des Typs villa rustica
- Kirche Notre-Dame aus dem 11. Jahrhundert
- Neoklassizistische Kirche Saint-Pierre
- Kapelle Saint-Georges, aus dem 12. Jahrhundert
- Konvent Saint-Augustin aus dem 18. Jahrhundert, heute: Rathaus
- Turm aus der Stadtbefestigung, errichtet im 12. Jahrhundert
- Uhrenturm aus dem 17. Jahrhundert mit dem Malteserkreuz
- Manoir de la Manantie aus dem Jahre 1830

## Gemeindepartnerschaften
- Grebenstein, Hessen, Deutschland
- Lopik, Provinz Utrecht, Niederlande
- Sarsina, Provinz Forlì-Cesena (Emilia-Romagna), Italien